# Mitchell (Oregon)
Mitchell és una població dels Estats Units a l'estat d'Oregon. Segons el cens del 2000 tenia 170 habitants.

## Demografia
Segons el cens del 2000, Mitchell tenia 170 habitants, 75 habitatges, i 42 famílies. La densitat de població era de 55,6 habitants per km².
Dels 75 habitatges en un 25,3% hi vivien nens de menys de 18 anys, en un 46,7% hi vivien parelles casades, en un 9,3% dones solteres, i en un 42,7% no eren unitats familiars. En el 38,7% dels habitatges hi vivien persones soles el 22,7% de les quals corresponia a persones de 65 anys o més que vivien soles. El nombre mitjà de persones vivint en cada habitatge era de 2,27 i el nombre mitjà de persones que vivien en cada família era de 2,79.
Per edats la població es repartia de la següent manera: un 28,8% tenia menys de 18 anys, un 2,9% entre 18 i 24, un 19,4% entre 25 i 44, un 28,2% de 45 a 60 i un 20,6% 65 anys o més.
L'edat mediana era de 42 anys. Per cada 100 dones de 18 o més anys hi havia 89,1 homes.
La renda mediana per habitatge era de 20.417$ i la renda mediana per família de 20.833$. Els homes tenien una renda mediana de 21.250$ mentre que les dones 23.125$. La renda per capita de la població era de 13.906$. Aproximadament el 26,9% de les famílies i el 28,7% de la població estaven per davall del llindar de pobresa.

## Poblacions més properes
El següent diagrama mostra les poblacions més properes.